# Tethyaster aulophora
Tethyaster aulophora är en sjöstjärneart som först beskrevs av Fisher 1911.  Tethyaster aulophora ingår i släktet Tethyaster och familjen kamsjöstjärnor. Inga underarter finns listade i Catalogue of Life.